# Nílton de Sordi
Nílton de Sordi, někdy uváděn též jako Newton de Sordi (14. únor 1931, Piracicaba – 24. srpen 2013, Bandeirantes) byl brazilský fotbalista. Nastupoval především na postu obránce.
S brazilskou fotbalovou reprezentací vyhrál mistrovství světa roku 1958, na šampionátu nastoupil k pěti zápasům ze šesti, které Brazilci odehráli. Brazílii reprezentoval ve 22 zápasech.
Celou kariéru strávil v brazilských soutěžích, na nejvyšší úrovni hrál za kluby XV de Novembro Piracicaba a São Paulo FC, v jehož dresu strávil čtrnáct sezón (1952–1965).